# Uncinia
Uncinia es un género de plantas herbáceas de la familia de las ciperáceas.  Comprende 150 especies descritas y de estas, solo 70 aceptadas.

## Descripción
Son plantas perennes, más o menos cespitosas y rizomatosas. Tallos simples, foliosos por lo menos en la base. Hojas graminiformes, envainadoras en la base; unión de la lámina y la vaina con una lígula. Inflorescencia de una espiga terminal, con flores estaminadas arriba y flores pistiladas abajo. Flores unisexuales, en espiguillas de una flor, cada una con una gluma escuamiforme subyacente; perianto ausente. Flores estaminadas con tres estambres (en Mesoamérica). Flores pistiladas envueltas en un utrículo (perigonio) del que se proyectan los tres estigmas así como una raquilla uncinada. Aquenios trígonos.

## Taxonomía
El género fue descrito por Christiaan Hendrik Persoon y publicado en Synopsis Plantarum 2: 534. 1807. La especie tipo es: Uncinia australis Pers.

## Especies
- U. affinis (C. B. Clarke) Hamlin — Nueva Zelanda
- U. andina G. A. Wheeler — Argentina
- U. angustifolia Hamlin — Nueva Zelanda
- U. araucana G. A. Wheeler — Chile
- U. aspericaulis G. A. Wheeler — Archipiélago Juan Fernández
- U. astonii Hamlin — Nueva Zelanda
- U. aucklandica Hamlin — Nueva Zelanda
- U. austroamericana G. A. Wheeler — Tierra del Fuego
- U. banksii Boott — Nueva Zelanda
- U. bracteosa Phil. — Chile
- U. brevicaulis Thouars — Hawái, América del Sur, Nueva Zelanda, Tristán de Acuña, Archipiélago Juan Fernández.
- U. caespitosa Boott — Nueva Zelanda
- U. chilensis G. A. Wheeler — Chile
- U. clavata (Kük.) Hamlin  — Nueva Zelanda
- U. compacta R. Br. — Australia
- U. costata Kük. — Archipiélago Juan Fernández
- U. dawsonii Hamlin — Nueva Caledonia
- U. debilior F. Muell. — Isla de Lord Howe
- U. dikei Nelmes — Islas del Príncipe Eduardo
- U. distans Col. ex Boott — Nueva Zelanda
- U. divaricata Boott — Nueva Zelanda
- U. douglasii Boott — Archipiélago Juan Fernández
- U. drucei Hamlin — Nueva Zelanda
- U. ecuadorensis G. A. Wheeler & Goetgh. — Ecuador
- U. egmontiana Hamlin — Nueva Zelanda
- U. elegans (Kük.) Hamlin — Nueva Zelanda, Tasmania
- U. erinacea Pers. — América del Sur
- U. ferruginea Boott — Nueva Zelanda
- U. filiformis Boott — Nueva Zelanda
- U. flaccida S. T. Blake — Victoria (Australia)
- U. fuscovaginata Kük. — Nueva Zelanda
- U. gracilenta Hamlin — Nueva Zelanda
- U. hamata (Sw.) Urb. — Neotrópicos
- U. hookeri Boott — Islas subantárticas de Nueva Zelanda
- U. involuta Hamlin — Nueva Zelanda
- U. kingii R.Br. ex Boott — Chile
- U. koyamai Gómez-Laur. — Costa Rica
- U. lacustris G. A. Wheeler — Ecuador
- U. laxiflora Petrie — Nueva Zelanda
- U. lechleriana Steud. — Región de Magallanes.
- U. leptostachya Raoul — Nueva Zelanda
- U. loliacea Phil. — Chile
- U. longifructus (Kük.) Petrie — Nueva Zelanda
- U. macloviformis G. A. Wheeler — Archipiélago Juan Fernández.
- U. macrophylla Steud. — Chile.
- U. macrotricha Franch. — Patagonia.
- U. meridensis Steyerm. — Venezuela.
- U. multifaria Nees ex Boott — Chile.
- U. multifolia Boeckeler — Colombia.
- U. negeri Kük. — Chile.
- U. nemoralis K. L. Wilson — Australia.
- U. nervosa Boott — Nueva Zelanda, Tasmania.
- U. obtusifolia Boott  — Nueva Zelanda.
- U. ohwiana Koyama — Nueva Guinea.
- U. paludosa G. A. Wheeler & Goetgh. — Ecuador.
- U. perplexa Boott — Surville Cliffs (Nueva Zelanda).
- U. phleoides (Cav.) Pers. — Archipiélago Juan Fernández, América del Sur.
- U. purpurata Petrie — Nueva Zelanda.
- U. rapaensis H. St. John — Tubuai.
- U. rubra Boott — Nueva Zelanda.
- U. rupestris Raoul — Nueva Zelanda.
- U. scabra Boott — Nueva Zelanda.
- U. scabriuscula G. A. Wheeler — Argentina, Chile.
- U. sclerophylla Nelmes — Nueva Guinea.
- U. silvestris Hamlin — Nueva Zelanda.
- U. sinclairii Boott — Nueva Zelanda.
- U. smithii Phil. — Islas Georgias del Sur y Sandwich del Sur, Islas Malvinas.
- U. strictissima Petrie — Nueva Zelanda.
- U. subsacculata G. A. Wheeler & Goetgh. — Ecuador.
- U. subtrigona Nelmes — Borneo, Nueva Guinea.
- U. sulcata K. L. Wilson — Australia.
- U. tenella R. Br. — Australia.
- U. tenuifolia G. A. Wheeler & Goetgh. — Ecuador.
- U. tenuis Poeppig ex Kunth — Archipiélago Juan Fernández, América del Sur.
- U. uncinata (Linn. f.) Kük. — Nueva Zelanda, Hawái.
- U. viridis (C. B. Clarke) Edgar — Nueva Zelanda.
- U. zotovii Hamlin — Nueva Zelanda.